# Osamu Chiba
Osamu Chiba (千葉 修, Chiba Osamu, Miyagi, 22 mei 1968) is een Japans voormalig voetballer die als doelman speelde.

## Clubcarrière
In 1987 ging Chiba naar de Sendai University, waar hij in het schoolteam voetbalde. Nadat hij in 1991 afstudeerde, ging Chiba spelen voor Honda. Hij tekende in 1992 bij Kashima Antlers. Hij tekende in 1995 bij Kashiwa Reysol. Hij tekende in 1996 bij Brummell Sendai. Chiba beëindigde zijn spelersloopbaan in 1997.

## Statistieken

### J.League
| Seizoen | Club            | Competitie | J.League | J.League | J.League Cup | J.League Cup | Totaal | Totaal |
| Seizoen | Club            | Competitie | Wed.     | Dlp.     | Wed.         | Dlp.         | Wed.   | Dlp.   |
| ------- | --------------- | ---------- | -------- | -------- | ------------ | ------------ | ------ | ------ |
| 1992    | Kashima Antlers | J1 League  | -        | -        | 5            | 0            | 5      | 0      |
| 1993    | Kashima Antlers | J1 League  | 0        | 0        | 3            | 0            | 3      | 0      |
| 1994    | Kashima Antlers | J1 League  | 3        | 0        | 0            | 0            | 3      | 0      |
| 1995    | Kashiwa Reysol  | J1 League  | 3        | 0        | -            | -            | 3      | 0      |
| Totaal  | Totaal          | Totaal     | 6        | 0        | 8            | 0            | 13     | 0      |